# 27e cérémonie des Lumières
La 27e cérémonie des Lumières de la presse internationale, organisée par l'Académie des Lumières, se déroule le 17 janvier 2022. Elle récompense les films français sortis en 2021. Elle est diffusée en exclusivité sur Canal+ et myCanal en clair.
Le 9 décembre 2021, les nominations sont annoncées.
Le 17 janvier 2022, le film L'Événement de Audrey Diwan remporte le prix du meilleur film.

## Palmarès
Toutes les nominations viennent du communiqué de presse de l'académie.

### Meilleur film
- L'Événement d'Audrey Diwan, produit par Édouard Weil et Alice Girard
  - Annette de Leos Carax, produit par Charles Gillibert, Paul-Dominique Win Vacharasinthu et Adam Driver
  - De son vivant de Emmanuelle Bercot, produit par Denis Pineau-Valencienne et François Kraus
  - Illusions perdues de Xavier Giannoli, produit par Olivier Delbosc et Sidonie Dumas
  - Onoda, 10 000 nuits dans la jungle d'Arthur Harari, produit par Nicolas Anthomé

### Meilleure mise en scène
- Leos Carax pour Annette
  - Jacques Audiard pour Les Olympiades
  - Audrey Diwan pour L'Événement
  - Xavier Giannoli pour Illusions perdues
  - Arthur Harari pour Onoda, 10 000 nuits dans la jungle

### Meilleure actrice
- Anamaria Vartolomei pour le rôle d'Anne dans L'Événement
  - Suliane Brahim pour le rôle de Virginie dans La Nuée
  - Virginie Efira pour le rôle de Benedetta Carlini dans Benedetta
  - Valérie Lemercier pour le rôle d'Aline Dieu dans Aline
  - Sophie Marceau pour le rôle d'Emmanuèle dans Tout s'est bien passé

### Meilleur acteur
- Benoît Magimel pour le rôle de Benjamin dans De son vivant
  - Damien Bonnard pour le rôle de Damien dans Les Intranquilles
  - André Dussollier pour le rôle d'André dans Tout s'est bien passé
  - Vincent Lindon pour le rôle de Vincent dans Titane
  - Benjamin Voisin pour le rôle de Lucien de Rupembré dans Illusions perdues

### Meilleur scénario
- Xavier Giannoli pour Illusions perdues
  - Antoine Barraud pour Madeleine Collins
  - Leyla Bouzid pour Une histoire d'amour et de désir
  - Catherine Corsini pour La Fracture
  - Arthur Harari et Vincent Poymiro pour Onoda, 10 000 nuits dans la jungle

### Révélation féminine
- Agathe Rousselle pour le rôle d'Adrien dans Titane
  - Zbeida Belhajamor pour le rôle de Farah dans Une histoire d'amour et de désir
  - Aïssatou Diallo Sagna pour le rôle de Kim dans La Fracture
  - Daphné Patakia pour le rôle de Bartolomea dans Benedetta
  - Lucie Zhang pour le rôle d'Émilie dans Les Olympiades

### Révélation masculine
- Thimotée Robart pour le rôle de Philippe dans Les Magnétiques
  - Alseni Bathily pour le rôle de Youri dans Gagarine
  - Abdel Bendaher pour le rôle d'Ibrahim dans Ibrahim
  - Sami Outalbali pour le rôle d'Ahmed dans Une histoire d'amour et de désir
  - Makita Samba pour le rôle de Camille dans Les Olympiades

### Meilleur premier film
- Gagarine de Fanny Liatard et Jérémy Trouilh
  - Ibrahim de Samir Guesmi
  - Les Magnétiques de Vincent Maël Cardona
  - La Nuée de Just Philippot
  - Sous le ciel d'Alice de Chloé Mazlo

### Meilleure coproduction internationale
- Julie (en 12 chapitres) de Joachim Trier
  - Février de Kamen Kalev
  - La Fièvre de Petrov de Kirill Serebrennikov
  - Les Intranquilles de Joachim Lafosse
  - The Father de Florian Zeller

### Meilleur documentaire
- La Panthère des neiges de Marie Amiguet et Vincent Munier
  - 9 Jours à Raqqa de Xavier de Lauzanne
  - Delphine et Carole, insoumuses de Callisto Mc Nulty
  - Indes galantes de Philippe Béziat
  - Le Kiosque d'Alexandra Pianelli

### Meilleur film d'animation
- Le Sommet des dieux de Patrick Imbert
  - Pil de Julien Fournet
  - Princesse Dragon d'Anthony « Tot » Roux et Jean-Jacques Denis
  - La Traversée de Florence Miailhe
  - Le Tour du monde en quatre-vingts jours de Samuel Tourneux

### Meilleure image
- Caroline Champetier pour Annette
  - Christophe Beaucarne pour Illusions perdues
  - Romain Carcanade pour La Nuée
  - Tom Harari pour Onoda, 10 000 nuits dans la jungle
  - Laurent Tangy pour L'Événement

### Meilleure musique
- Sparks pour Annette
  - Amine Bouhafa pour Le Sommet des dieux
  - Warren Ellis et Nick Cave pour La Panthère des neiges
  - Evgueni Galperine, Sacha Galperine et Amine Bouhafa pour Gagarine
  - Jim Williams pour Titane

## Statistiques

### Nominations multiples
| Nombre de nominations | Films                              |
| --------------------- | ---------------------------------- |
| 5                     | Illusions perdues                  |
| 4                     | Annette                            |
| 4                     | L'Événement                        |
| 4                     | Onoda, 10 000 nuits dans la jungle |
| 3                     | Les Olympiades                     |
| 3                     | Une histoire d'amour et de désir   |
| 3                     | La Nuée                            |
| 3                     | Titane                             |
| 2                     | Benedetta                          |
| 2                     | De son vivant                      |
| 2                     | La Fracture                        |
| 2                     | Le Sommet des dieux                |
| 2                     | Tout s'est bien passé              |
| 2                     | Les Intranquilles                  |
| 2                     | Ibrahim                            |
| 2                     | Gagarine                           |
| 2                     | Les Magnétiques                    |

### Prix multiples
| Nombre de prix | Films       |
| -------------- | ----------- |
| 3              | Annette     |
| 2              | L'Événement |